# Gleiche Bewegung

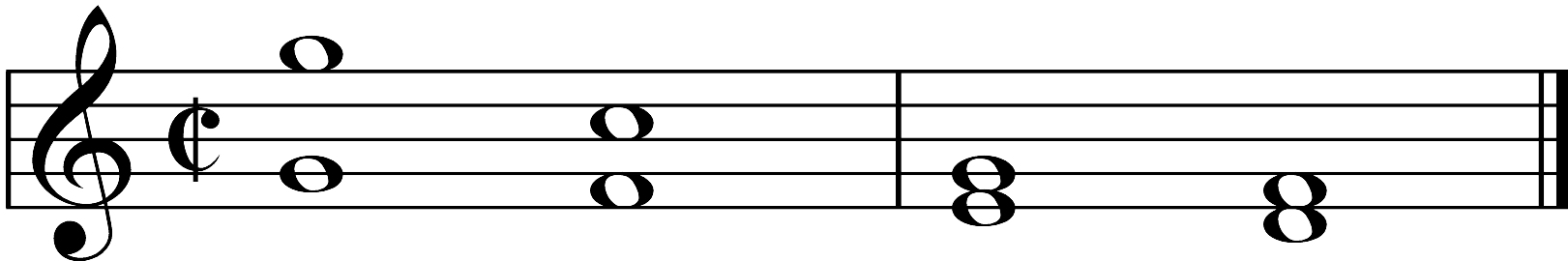
Beispiel: Zwei Stimmen in gleicher Bewegung. Der Schritt vom ersten zum zweiten Intervall ist eine verdeckte Quintparallele, vom dritten zum vierten eine offene (Klein-)Terzparallele.

Als gleiche Bewegung (lat. motus rectus) bezeichnet die musikalische Kontrapunktlehre das Verhältnis zweier Stimmen, die sich in die gleiche Richtung, d. h. beide entweder auf- oder abwärts, bewegen. Zum Vergleich mit anderen Bewegungsarten siehe Bewegung (Kontrapunkt).
Die verdeckte Parallele, eine gleiche Bewegung in eine vollkommene Konsonanz, unterliegt bestimmten Einschränkungen.
Bei der Parallelbewegung, einem Sonderfall der gleichen Bewegung, gehen beide Stimmen um das gleiche Intervall weiter (z. B. Terz auf Terz) oder sogar um dieselbe Intervallvariante (z. B. zwei kleine Terzen).
Die Parallelbewegung zweier Stimmen in chromatisch identischen Intervallen (auch: Totalparallelen) unterliegt in der klassischen Kontrapunktlehre klaren Restriktionen: Parallele große Terzen gelten als teilweise, Quinten und Oktaven als ganz verboten. Bei sogenannten Antiparallelen findet tatsächlich Gegenbewegung statt.

Totalparallelen sind ästhetisch verpönt (insofern ‚verboten‘), sobald ein mehrstimmiger Satz den akustischen Eindruck einer bloßen Verschiebung eines Grundtons samt seiner spektralen Struktur erzeugt (Akkordtöne repräsentieren Obertöne eines Residualtons), daher die Bezeichnung als Totalparallelen. Diese Art der Stimmführung wird in klassischer Musiklehre als primitiv angesehen, widerspricht der ästhetischen Vorliebe (insofern: ‚Gebot‘) der Gegenbewegung.
Freilich setzt eine Wahrnehmung von Parallelen überhaupt die Wahrnehmung von zwei Stimmen-Gestalten voraus. Wo aber aus ästhetischen Gründen kompositorisch einer Stimmenwahrnehmung bewusst entgegengewirkt wird (z. B. oft in typischen Klaviersätzen), können demnach Noten auf dem Papier Totalparallelen suggerieren, wo akustisch keine wahrgenommen werden.
Auch können sich Totalparallen relativieren (sozusagen ‚abmildern‘) in Abhängigkeit von der metrischen Zählzeit, auf denen sich ihre Zusammenklänge finden: Je schwerer die Zählzeit (z. B. Taktmitte, Phrasenmitte, Phrasenkopf, bzw. Phrasenendung), desto ‚gemeinter‘ die Stimmenbewegung, und desto ‚gemeinter‘ daher ggf. die Totalparallele, und umso auffälliger und daher anstößiger dort ihr Gebrauch. Daher mögen unter Umständen auf leichtesten Zählzeiten Totalparallelen zwar nominell gegeben, musikpsychologisch aber irrelevant sein, da der Wahrnehmungsfokus auf den Bewegungen zwischen den schwereren, in der musikalischen Wahrnehmung wichtigeren Zählzeiten liegt (siehe Maskierung).
Ebenfalls nur nominell mögen solche ‚Papierparallelen‘ zwischen zwei musikalischen Phrasen gegeben sein (im Gegensatz zu echten Bewegungsintervallen in den Phrasen). Denn solche sukzessiven Tonintervalle werden – jedenfalls bei einem sinngemäßen Rezeptionsverhalten (hörend)- nicht als ‚Bewegung‘ erlebt (weder als Schritt, noch als Sprungbewegung), sondern gar nicht: Der wahrgenommene Bewegungsintervall-Zusammenhang setzt nach der Phrasenendung ab und erneut an dem folgenden Phrasenkopf an, weshalb solch gelesene Totalparallelen kein psychologisches Korrelat haben. In Meisterliteratur finden sich hierfür, sowie für allerlei andere ‚verbotene‘ Sukzessivintervalle zwischen zwei Phrasen (Tritonus, ‚Querstand‘ u. a.), zahlreiche Beispiele.